# Dick Malmlund
Dick Lennart Malmlund, född 9 januari 1953, är en svensk säkerhetskonsult.
Malmlund började som säkerhetschef åt H&M 1975. Under en femårig period var han polis, men var snart tillbaka som chef för H&M:s säkerhetsavdelning med ansvar för alla butiker i elva länder. Han lämnade dock H&M och blev säkerhetskonsult och säkerhetschef på Svensk Handel. Han driver sedan 1990 det egna bolaget Dick Malmlund AB och sajten Varningsinfo.se som hjälper företag som drabbats av bedrägerier och att slippa ifrån bluffakturor.Han har också varit styrelseledamot för Stöldskyddsföreningen och branschorganisationen SäkerhetsBranschen samt vice ordförande för tankesmedjan Säkerhet för Näringsliv och Samhälle. 
I sin roll som säkerhetsexpert har Malmlund ofta anlitats vid större händelser som Stureplansmorden i december 1994, mordet på Sveriges utrikesminister Anna Lind i september 2003 och kidnappningen av Sibas VD Fabian Bengtsson i januari 2005.setts i media. Han har ofta setts i media. och är en flitig debattör med publicerade debattartiklar om bland annat bluffakturor, säkerhetskameror, terrorism och värdetransportrån.